# Endrass farkasfalka
Az Endrass farkasfalka a Kriegsmarine tengeralattjárókból álló második világháborús támadóegysége volt, amely összehangoltan tevékenykedett 1942. június 12. és 1942. június 17. között az Atlanti-óceán északi részén, Vizcayai-öbölben és attól nyugatra. Az Endrass farkasfalka kilenc búvárhajóból állt. A falka a HG–84-es konvoj öt hajóját süllyesztettek el. Valamennyi sikeres támadást Erich Topp hajtotta végre. A hajók összesített vízkiszorítása 15 858 brt volt. A tengeralattjárók nem szenvedtek veszteséget. A farkasfalka Engelbert Endrass német tengeralattjáró-parancsnokról kapta a nevét.

## A farkasfalka tengeralattjárói
| A hajó száma | Parancsnoka         | Részvétel kezdete | Részvétel vége   |
| ------------ | ------------------- | ----------------- | ---------------- |
| U–71         | Walter Flachsenberg | 1942. június 12.  | 1942. június 16. |
| U–84         | Horst Uphoff        | 1942. június 12.  | 1942. június 17. |
| U–89         | Dietrich Lohmann    | 1942. június 12.  | 1942. június 17. |
| U–132        | Ernst Vogelsang     | 1942. június 12.  | 1942. június 17. |
| U–134        | Rudolf Schendel     | 1942. június 12.  | 1942. június 17. |
| U–437        | Werner-Karl Schulz  | 1942. június 12.  | 1942. június 17. |
| U–552        | Erich Topp          | 1942. június 12.  | 1942. június 17. |
| U–571        | Helmut Möhlmann     | 1942. június 12.  | 1942. június 17. |
| U–575        | Günther Heydemann   | 1942. június 12.  | 1942. június 17. |

## Elsüllyesztett hajók
| Dátum            | A búvárhajó száma | A hajó neve    | Nemzetisége        | Vízkiszorítása |
| ---------------- | ----------------- | -------------- | ------------------ | -------------- |
| 1942. június 15. | U–552             | City of Oxford | Egyesült Királyság | 2759           |
| 1942. június 15. | U–552             | Etrib          | Egyesült Királyság | 1943           |
| 1942. június 15. | U–552             | Pelayo         | Egyesült Királyság | 1346           |
| 1942. június 15. | U–552             | Slemdal        | Norvégia           | 7374           |
| 1942. június 15. | U–552             | Thurso         | Egyesült Királyság | 2436           |